# Fungi
I funghi (Fungi, L. 1753, dal latino) o miceti (dal greco antico μύκης?, mýkēs) sono un regno di organismi eucarioti, unicellulari e pluricellulari: comprende più di 700 000 specie conosciute, benché la diversità sia stata stimata in più di 3 milioni di specie.
Classificati scientificamente da Linneo come Piante, i funghi sono stati poi elevati al rango di regno da Nees nel 1817 e da Whittaker nel 1968. Altri organismi storicamente classificati come funghi sono tuttora di classificazione incerta: Thomas Cavalier-Smith ha proposto un sesto regno, Chromista, comprendente le classi dei Hyphochytridiomycetes e Oomycetes. I moderni studi molecolari hanno contribuito a produrre un ordinamento sistematico più obiettivo, basato sulla filogenesi, che promette un maggior grado di stabilità. La disciplina che studia i funghi si chiama micologia.

## Etimologia
Fungo e il latino fungus (da cui fungi) si accostano al greco spóngos (σπόγγος) o sphóngos (σφόγγος), "spugna", e all'armeno sunk, da un tema mediterraneo dalla iniziale interdentale (cfr. anche latino fīcus ‘fico’, ant. greco sŷkon (σῦκον) ed ant. armeno tʿuz (թուզ)).

## Caratteristiche

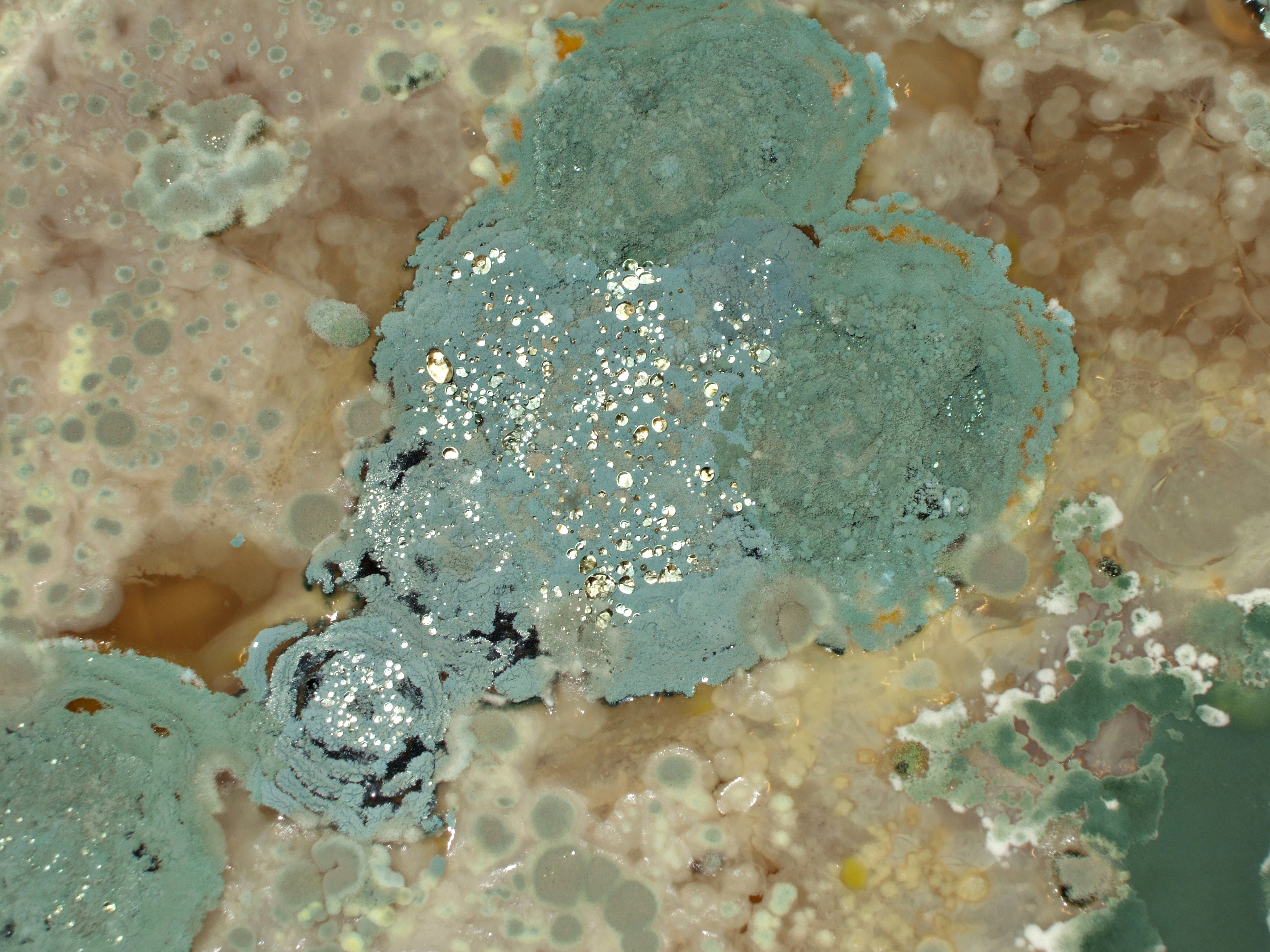
Muffe sulla superficie d'una soluzione di amido; la maggior parte delle muffe sono rappresentanti degli Ascomycota. Tra i generi più noti Aspergillus e Penicillium

Gli organismi del regno dei funghi sono accomunati dalle seguenti caratteristiche:
- alimentazione eterotrofa: i funghi si nutrono di sostanze organiche elaborate da altri organismi;
- mancanza di tessuti differenziati e di elementi conduttori di linfa;
- sistema riproduttivo tramite spore, e non attraverso uno stadio embrionale come piante e animali.

Al regno dei funghi appartengono inoltre organismi eterotrofi riproducentisi da spore, da molto semplici (unicellulari) a più complessi (pluricellulari) con struttura vegetativa eventualmente organizzata in cellule formanti strutture filamentose dette ife o micelio primario, non differenziate in tessuti.
A differenza delle cellule vegetali, che hanno una parete costituita prevalentemente da cellulosa, la parete cellulare dei funghi è costituita da differenti glucani (β-glucani prevalentemente non cellulosici) e da un altro polisaccaride, la chitina, polimero dell'aminozucchero N-acetil-glucosamina, presente anche nell'esoscheletro degli artropodi. La chitina, rispetto alla cellulosa, è molto più resistente alla degradazione microbica. In passato i polisaccaridi strutturali chitinosi venivano chiamati micosina.
Riguardo ai polisaccaridi di riserva, i funghi possono accumulare, analogamente agli animali, sostanze di riserva energetica sotto forma di glicogeno, differentemente dai vegetali che utilizzano l'amido. Le cellule che costituiscono le ife possono essere mono o polinucleate e possono essere divise da setti. La presenza o meno dei setti è una caratteristica distintiva di alcuni gruppi di funghi rispetto ad altri. Negli Zigomiceti, infatti, le ife non sono settate, cosa che invece è presente negli Ascomiceti, nei Basidiomiceti e nei Deuteromiceti.
Il setto può essere:
- intero, senza poro;
- perforato, con poro centrale che consente il passaggio del protoplasma e di organi cellulari;
- a barile o doliporo, con poro circondato da un bordo costituito da fibre di chitina che arriva a formare una struttura cilindrica (presente in alcuni gruppi di Basidiomiceti).

Le ife si sviluppano all'interno del substrato di crescita fino a formare un reticolo intrecciato detto micelio.
Una delle caratteristiche di alcuni funghi è quella di emettere luce, come ad esempio la clitocibe dell'ulivo (Omphalotus olearius), che si illumina per via delle lamelle bioluminescenti.

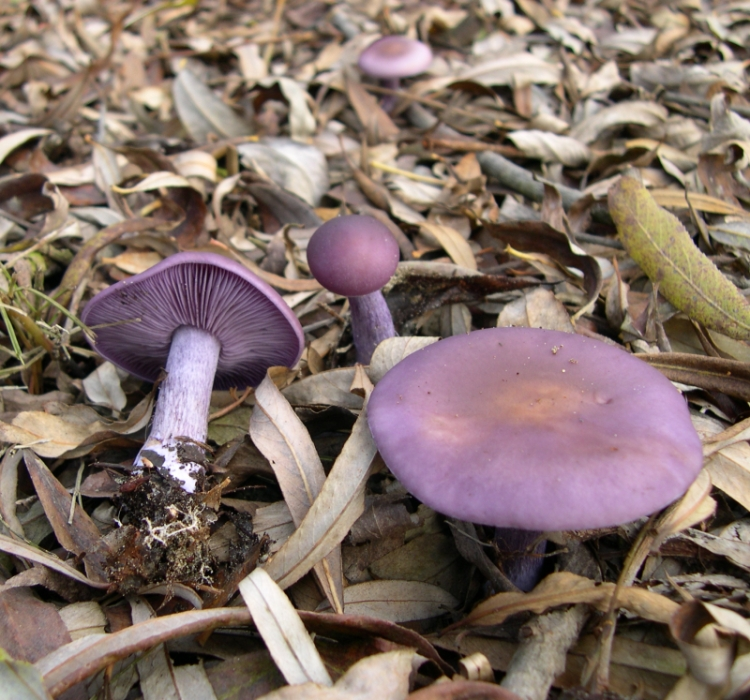
Lepista nuda

## Riproduzione

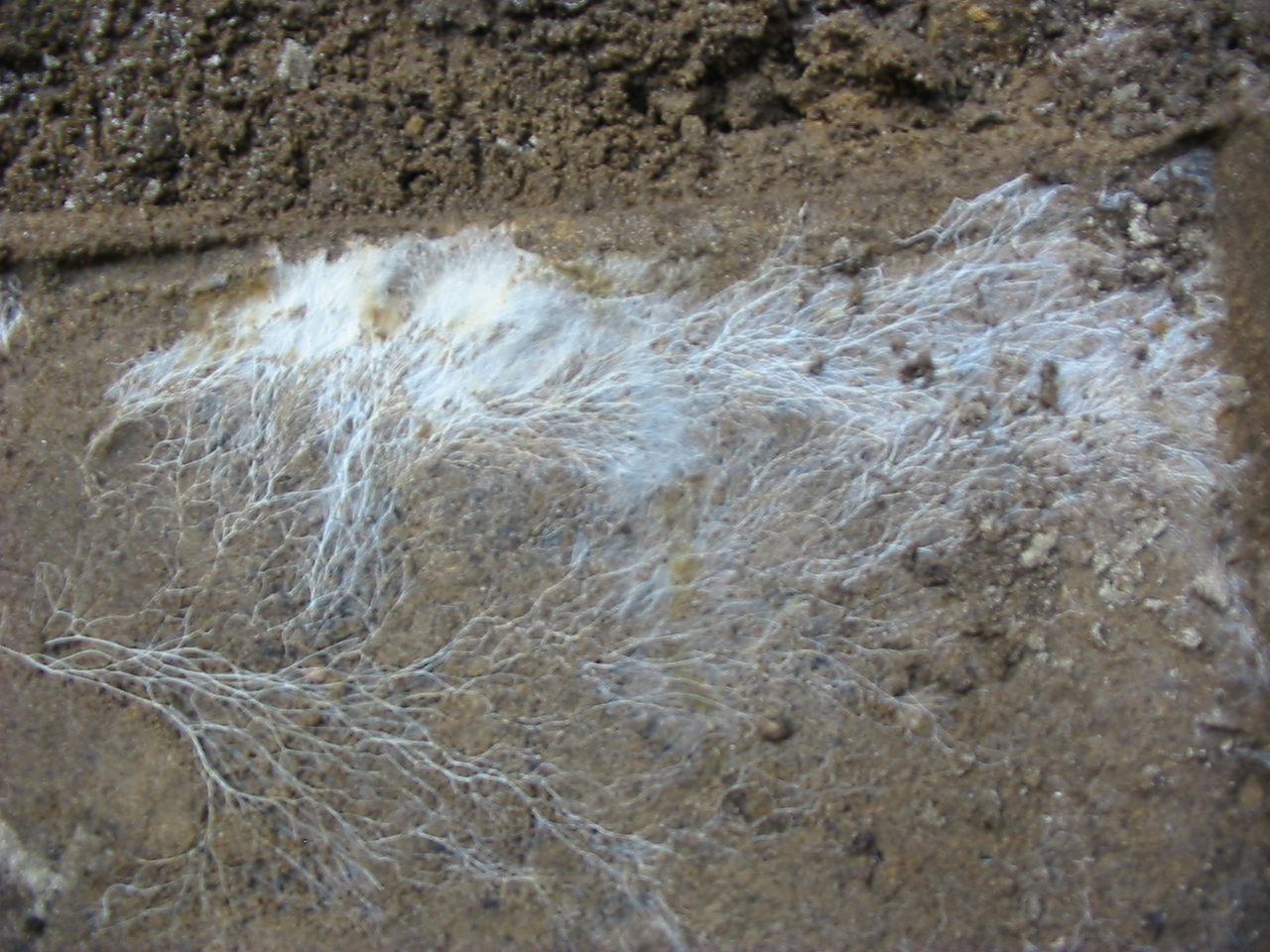
Ife di un micelio fungino nel terreno, osservate dopo la rimozione di una pietra

I funghi si possono riprodurre in maniera asessuata o sessuata attraverso la produzione di spore. In caso di riproduzione sessuata, le spore sono prodotte attraverso la fusione di due o più nuclei. A seconda del phylum cui appartengono i funghi che le producono, si parlerà di ascospore (Ascomycota), basidiospore (Basidiomycota) o zigospore (Zygomycota).

### Riproduzione asessuata
La riproduzione asessuata può avvenire per:
- Scissione binaria: come avviene nei lieviti (Ascomycota), consiste nella divisione della cellula madre in due cellule figlie uguali, con lo stesso patrimonio genetico attraverso un processo chiamato mitosi. I funghi che adottano questo sistema riproduttivo hanno un accrescimento esponenziale.

- Gemmazione: comune anch'essa nei lieviti, è un sistema in cui le cellule figlie compaiono come protuberanze (gemme) della cellula madre dalla quale poi si possono distaccare diventando autonome o possono restare attaccate formando una colonia; è diversa dalla scissione in quanto nella gemmazione avviene una ripartizione diseguale del citoplasma.

- Frammentazione: avviene con il distacco di una parte dell'individuo, più o meno sviluppata, che si accresce in maniera indipendente.

- Sporogenesi: attraverso un processo mitotico vengono prodotte spore (mitospore), capaci di generare un nuovo individuo, in cellule specializzate (sporocisti). Le mitospore, protette da una spessa parete, possono essere mobili e flagellate (zoospore), oppure no (aplanospore). In alcuni gruppi di funghi viene prodotto un particolare tipo di aplanospore, esternamente alla sporocisti, chiamate conidiospore.

### Riproduzione sessuata

Riproduzione sessuata dei funghi

La riproduzione sessuata è subordinata alla produzione di spore che, prodotte a milioni da ciascun individuo, vengono diffuse sostanzialmente attraverso il vento, l'acqua o gli insetti. In numerose specie appartenenti ad esempio ai phyla Oomycota, Zygomycota ed Ascomycota le spore maschili e femminili si uniscono formando un'unica struttura polinucleata che in seguito alla fusione dei nuclei (evento che non avviene subito dopo la fusione tra le spore) subisce meiosi producendo spore aploidi, le quali non appena trovate le condizioni adatte germinano formando nuovi miceli. Nelle specie appartenenti al phylum dei Basidiomycota la spora di una determinata polarità sessuale, una volta raggiunto il terreno o il substrato più adatto, nelle condizioni più favorevoli di umidità e temperatura, germina formando un filamento di cellule detto ifa (micelio primario). Per poter completare il ciclo biologico e organizzare le strutture riproduttive, dal micelio primario si deve passare al micelio secondario, vero organismo fungino. Così l'ifa generata da una spora con carica maschile si unisce ad una con carica sessuale opposta, fenomeno noto come somatogamia, per formare il micelio secondario che genererà il frutto (carpoforo) portatore di nuove spore.
Quando in un micelio i nuclei cellulari, nell'ambito dello stesso citoplasma, hanno un patrimonio genetico simile si parla di omocariosi. Può avvenire, invece, che nello stesso citoplasma siano presenti nuclei geneticamente differenti a seguito di mutazione o di fusione di ife geneticamente diverse, in tal caso si parla di eterocariosi, fenomeno scoperto dal micologo tedesco Hans Burgeff nel 1912. L'eterocariosi è fondamentale per l'evoluzione dei funghi in quanto garantisce l'opportuno mescolamento del patrimonio genetico con una conseguente maggior variabilità delle specie.

## Nutrizione
Tutti i funghi sono eterotrofi, cioè ricavano le sostanze nutritive dall'ambiente esterno, assorbendole attraverso le pareti. I funghi costituiscono un anello importante negli ecosistemi in quanto facilitano la decomposizione del materiale organico, permettendo così la chiusura del ciclo della materia –rendendola nuovamente bio-disponibile.
L'eterotrofia dei funghi li costringe a un tipo di vita dipendente che si può differenziare in tre modalità, distinte in base ai rapporti del fungo stesso con il substrato di crescita: saprofitismo, parassitismo e mutualismo. A seconda della modalità adottata i funghi quindi si dividono in saprofiti, parassiti e simbionti mutualistici.

### Saprofiti
Si definiscono saprofiti tutti quei funghi che degradano sostanze non viventi di origine animale o vegetale in composti meno complessi. Ad esempio vari composti organici come la lignina e la cellulosa vengono aggredite e disgregate da una miriade di differenti funghi, che con i loro enzimi sono in grado di smontarli e nutrirsene in una catena metabolica molto intricata rendendo questi composti sempre più semplici fino a ottenere un residuo minerale assimilabile dal fungo. Ogni fungo occupa una propria posizione in questa catena di demolitori altamente specializzati, tanto che se per una qualsiasi ragione un anello in questa successione venisse a mancare il processo metabolico si interromperebbe e l'insieme di organismi dipendenti dai precedenti morirebbe. In pratica non esiste composto organico che i funghi non riescano a degradare. Ad esempio, la specie Amorphotheca resinae è capace di metabolizzare il cherosene. Si comprende il ruolo di estrema importanza che questi organismi hanno nel riciclare la materia organica di rifiuto.

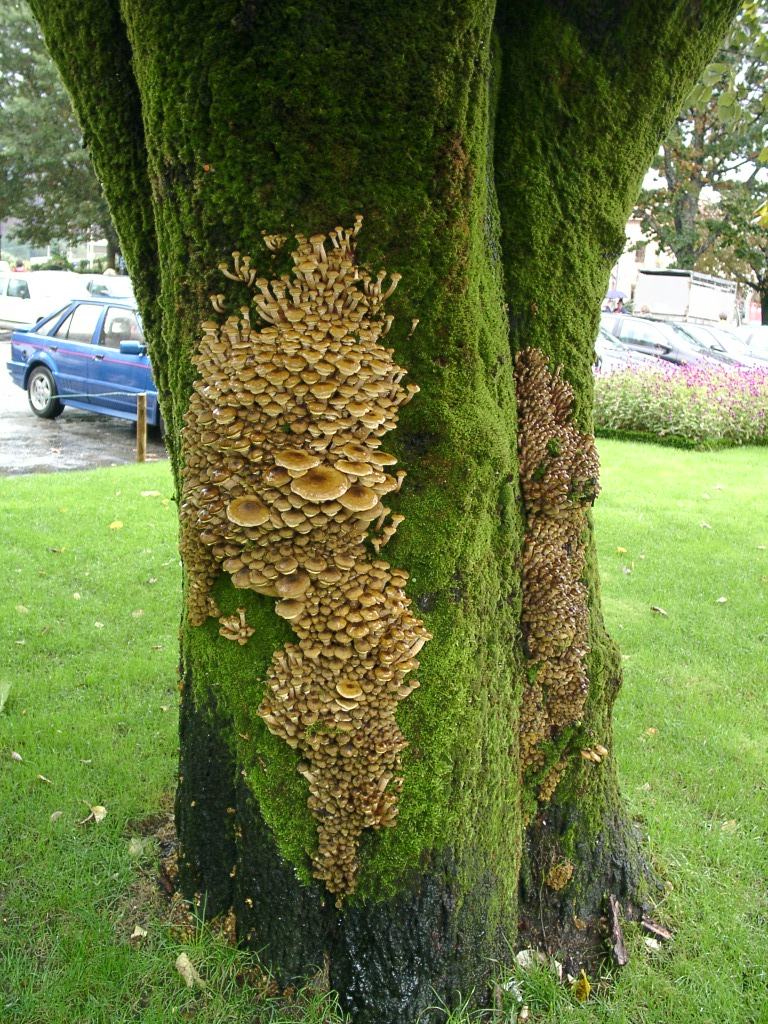
Armillaria mellea

### Parassiti
Si definiscono parassiti quei funghi che si nutrono di organismi viventi, portandoli a volte gradatamente a morte. In natura essi operano la selezione dei più forti. Alcuni fra questi funghi, come ad esempio Armillaria mellea, dopo un iniziale comportamento da simbionte, diventano parassiti, per cui l'ospite (una pianta) viene ucciso, continuano poi con comportamento saprofita a nutrirsi della loro vittima anche quando questa è ormai morta; al contrario quelli definiti parassiti obbligati per distinguerli dai precedenti che vengono detti facoltativi, muoiono se muore il loro ospite. Il parassitismo colpisce anche i vertebrati (compreso l'uomo), gli insetti e gli stessi funghi, con specializzazioni ancora una volta anche estreme, ad esempio esistono funghi specializzati nel degradare solo le tegmine delle cavallette oppure di colpire una particolare specie di insetto. Ne esistono anche di predatori, capaci cioè di catturare, con trappole anche sofisticate (cappi strozzanti, bottoni adesivi), le loro prede. Di recente, si tenta con successo di utilizzare questi parassiti nella lotta biologica contro specie che sono risultate resistenti agli insetticidi. Ad esempio, le zanzare del genere Anopheles, portatrici della malaria, vengono uccise da Beauveria bassiana; basta infatti spruzzare una emulsione di acqua, olio e micelio, dove l'olio serve a conservare l'umidità necessaria perché il fungo sopravviva.

### Simbionti
Si definiscono simbionti quelle forme di convivenza tra due specie, lo scambio vantaggioso per entrambi è di tipo mutualistico. Ad esempio il fungo estrae zuccheri dalle radici della pianta ma per scambio chimico cede sali minerali, azoto, potassio, fosforo. Il processo di contatto viene detto micorriza. Il fungo cede anche acqua, nel costruire le proteine durante il processo di polimerizzazione tra il gruppo amminico di un amminoacido e il gruppo carbossilico di un secondo, di cui la pianta attraverso l'assorbimento radicale si impadronisce. Si comprende come in caso di siccità questo meccanismo possa essere di grande aiuto. In un altro caso di simbiosi (per esempio con le Orchidee), il fungo cede zuccheri alla piantina in crescita, almeno fintanto che non si sviluppa il processo di fotosintesi, poiché il seme della pianta è estremamente piccolo e non contiene praticamente carboidrati, la simbiosi è qui vitale.
La simbiosi dei funghi nei boschi, ma anche in altri habitat, tramite la rete micorrizica riveste un ruolo essenziale di scambio, equilibrio e comunicazione tra le varie piante presenti.
I funghi possono anche formare simbiosi con delle alghe per formare i licheni. Questi organismi pionieri sono formati da un fungo (micobionte) e da un'alga verde (fotobionte) e talvolta cianobatteri.

## Sistematica

### Classificazione scientifica
Secondo Ainsworth et al. (1973)

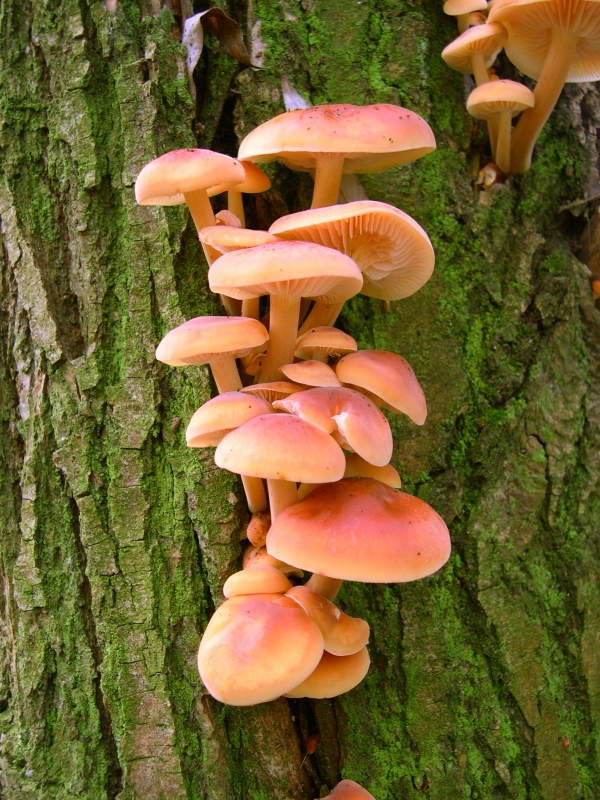
Flammulina velutipes

il regno dei Funghi veniva suddiviso in due divisioni: Myxomycota ed Eumycota. In quest'ultima gli autori individuavano cinque sottodivisioni: Mastigomycotina, Zygomycotina, Ascomycotina, Basidiomycotina e Deuteromycotina.
Nella rivisitazione del Regno dei Funghi (Hawksworth et al., 1995) vengono accettati come componenti solo cinque divisioni (Ascomycota, Basidiomycota, Chytridiomycota, Zygomycota e Cryptomycota) mentre i Myxomycota vengono trasferiti al regno dei Protisti. Vengono sottordinati i taxa restanti secondo la classificazione del '95:
- Divisione Ascomycota
  - Classe Ascomycetes
    - Ordine Elaphomycetales, Helotiales, Pezizales, Sphaeriales, Tuberales

  - Classe Dothiomycetes
  - Classe Pneumocystidomycetes
  - Classe Saccharomycetes
  - Classe Schizosaccharomycetes
  - Classe Taphrinomycetes
- Divisione Basidiomycota
  - Classe Basidiomycetes
    - Sottoclasse Aphyllophoromycetidae
      - Ordine Cantharellales, Clavariales, Corticiales, Ganodermatales
      - Ordine Hericiales, Hymenochaetales, Polyporales, Thelephorales

    - Sottoclasse Gasteromycetidae
      - Ordine Lycoperdales, Sclerodermatales, Nidulariales, Phallales

    - Sottoclasse Hymenomycetidae
      - Ordine Agaricales, Amanitales, Boletales, Cortinariales
      - Ordine Entolomatales, Pluteales, Russulales, Tricholomatales

    - Sottoclasse Phragmomycetidae
      - Ordine Calocera
- Divisione Chytridiomycota
- Divisione Zygomycota
- Divisione Cryptomycota

### Classificazione empirica
Empiricamente i funghi si possono dividere in:
- micromiceti, spesso agenti patogeni di micosi o altre patologie;
- macromiceti, i "funghi di bosco" comunemente intesi, che possono a loro volta essere:
  - epigei se il corpo fruttifero si sviluppa sopra il terreno;
  - ipogei se il corpo fruttifero si sviluppa sotto il terreno.

## Funghi patogeni

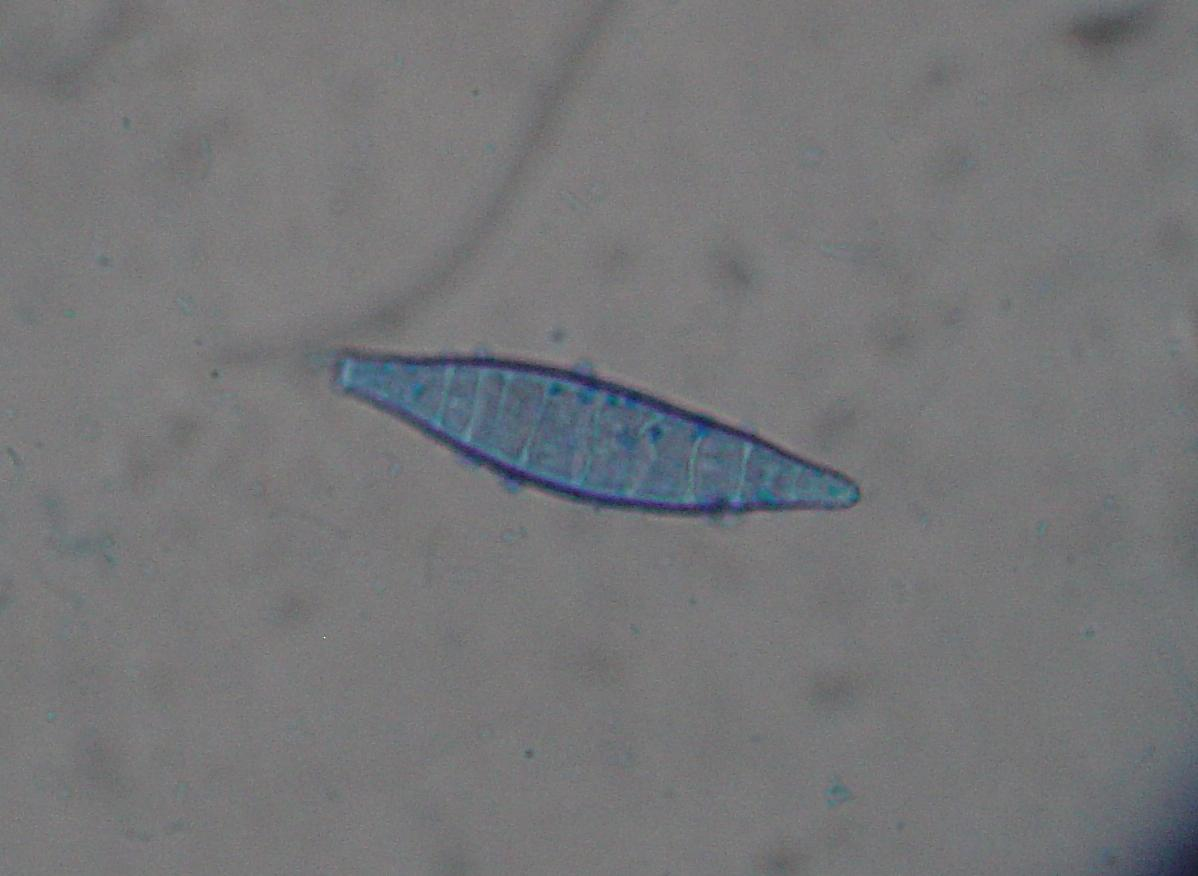
Macroconidi di Microsporum canis, microscopio ottico a 1000x, una causa di tigna in cani e umani

Molte specie di funghi possono causare patologie all'uomo, agli animali e alle piante. Per l'uomo e gli animali sono patogeni alcuni funghi microscopici, che sono causa di micosi, come le tigne e il piede d'atleta. Tra gli agenti alcuni funghi dei generi Trichophyton e Microsporum.
Le piante sono attaccate da parecchi funghi, che causano diverse patologie: marciumi alle radici, come i funghi del genere Armillaria o Rosellinia; marciumi al colletto, come quelli causati da Phytophthora o Pythium; presenza di muffe sulle foglie, come nel caso dell'oidio della vite; marciumi sui frutti, come i funghi del genere Monilinia; disseccamenti dei rami, come i funghi del genere Fusarium o Verticillium. La peronospora è sicuramente un patogeno ma non è più ormai classificata nel regno dei Fungi.

### Funghi patogeni umani
Tra i patogeni umani, di importanza notevole ricordiamo:

#### Candida

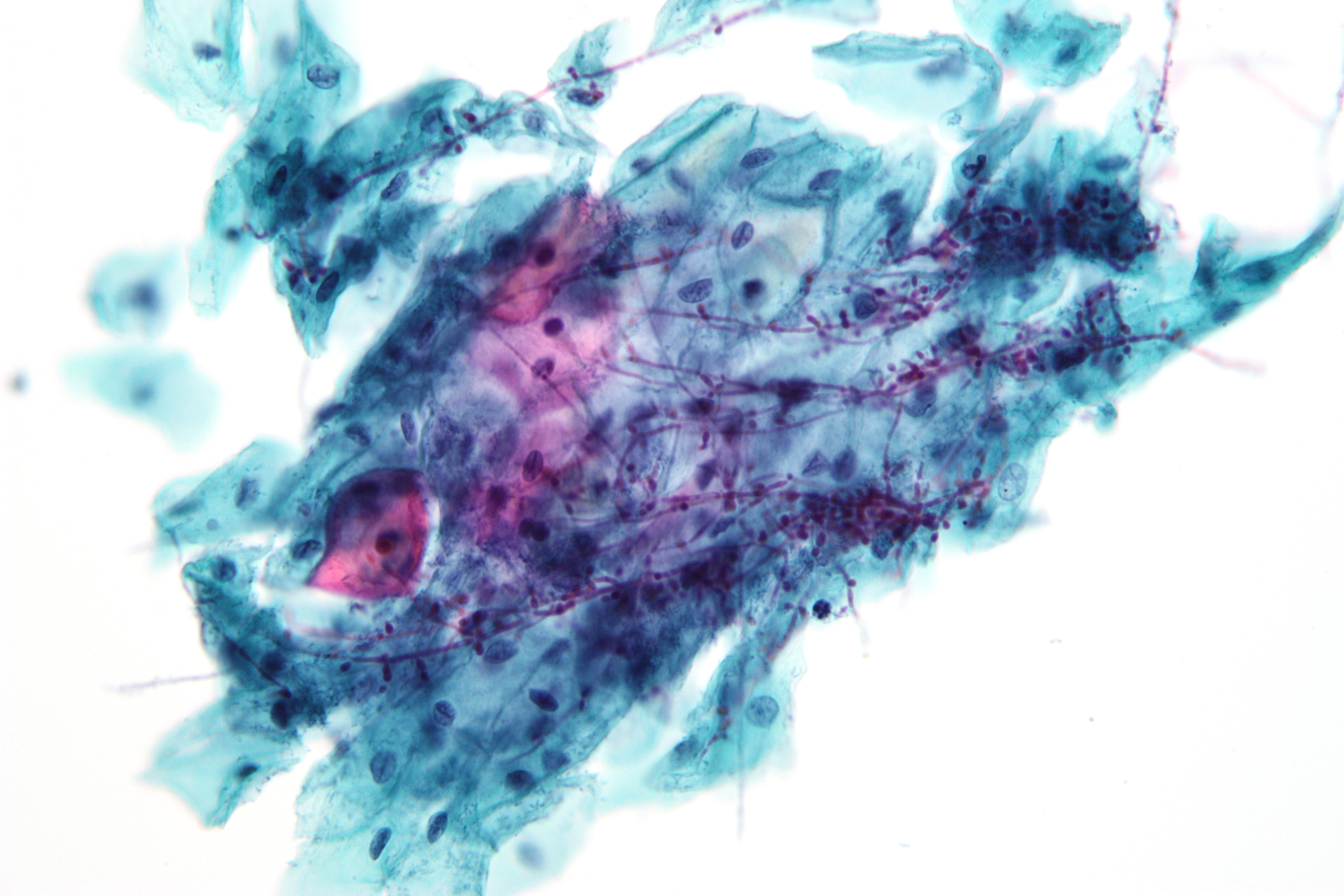
Candida. Pap test. colorazione di Papanicolaou.

Le Candida forniscono importanti agenti patogeni umani che sono più noti per causare infezioni opportunistiche in pazienti immunocompromessi (ad esempio pazienti sottoposti a trapianto, malati di AIDS, malati di cancro). Le infezioni sono difficili da trattare e potenzialmente molto gravi. Il sequenziamento del genoma di C. albicans e quelle di molte altre clinicamente rilevanti ha fornito un impulso importante per un'analisi genomica comparativa e funzionale. Questi studi stanno aiutando lo sviluppo di strategie diagnostiche sensibili e nuove terapie antimicotiche.
Alcuni funghi sono responsabili di infezioni (micosi); per esempio il "mughetto" dei lattanti, che si presenta come tante macchioline bianche in bocca; le tigne, dovute a funghi che si annidano tra i capelli, tra le dita dei piedi e sotto le unghie.

#### Aspergillus

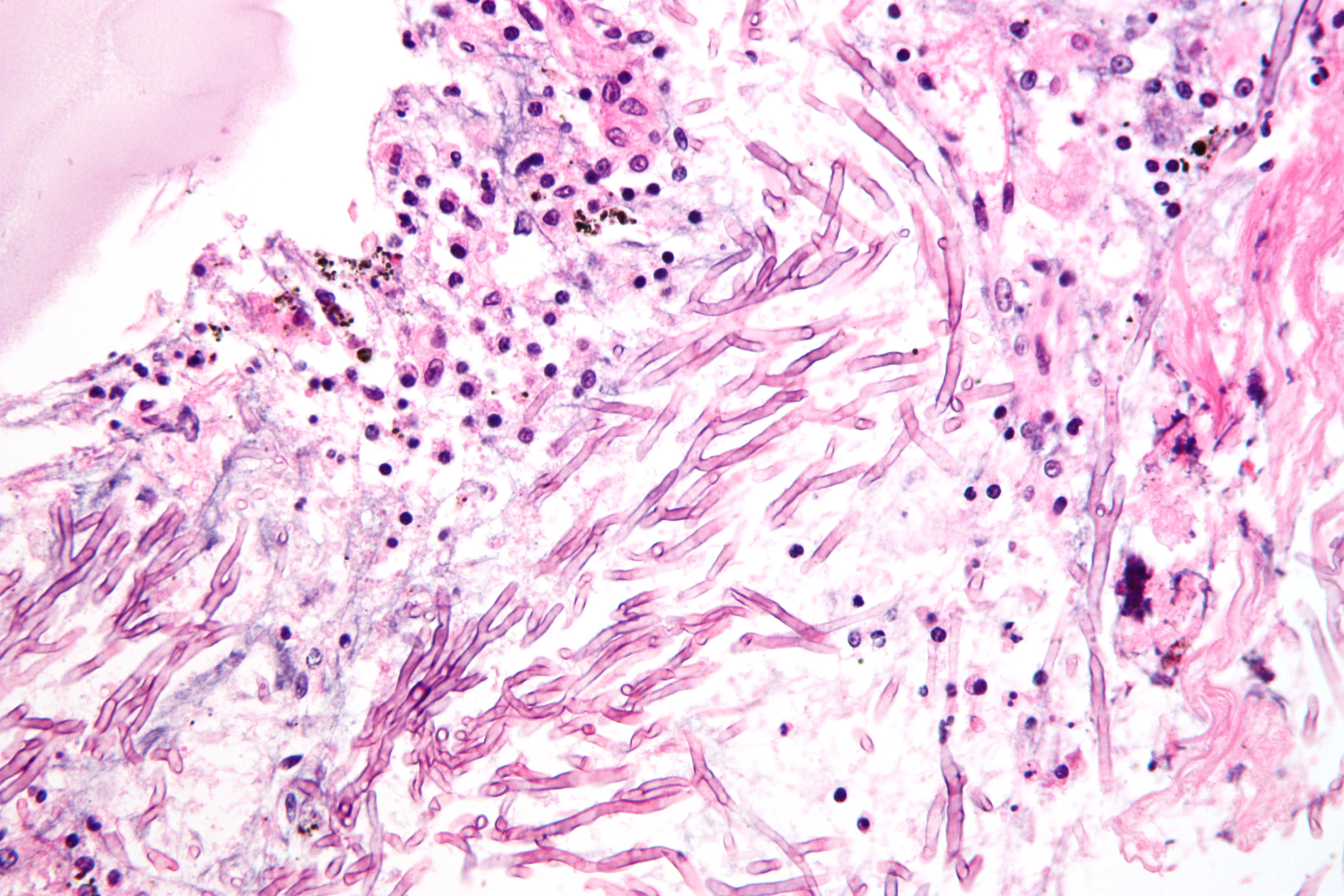
Aspergillosi. Colorazione con Ematossilina eosina.

Spore di Aspergillus si trovano quasi ovunque; siamo regolarmente e quasi costantemente esposti ad esse. Tale esposizione è una parte normale della condizione umana e in genere non provoca effetti nocivi. Tuttavia, Aspergillus può causare malattie in tre modi principali: attraverso la produzione di micotossine, attraverso l'induzione di risposte allergiche e attraverso infezioni localizzate o sistemiche. Con le ultime due categorie, lo stato immunitario dell'ospite è fondamentale. Allergie e asma si pensa essere causate da una risposta immunitaria attiva contro la presenza di spore fungine o ife. Al contrario, nell'aspergillosi invasiva, il sistema immunitario è in crisi e la difesa non è efficace.
Le specie patogene più comuni sono Aspergillus fumigatus e Aspergillus flavus. Aspergillus flavus produce aflatossina che è sia una tossina sia un agente cancerogeno potenzialmente in grado di contaminare alimenti come le noci. Aspergillus fumigatus e Aspergillus clavatus possono causare allergia. Alcuni Aspergillus causano patologie alle colture di grano e mais, sintetizzano micotossine tra cui aflatossina. L'aspergillosi è il gruppo di malattie causate da Aspergillus. I sintomi comprendono febbre, tosse, dolore toracico o dispnea. Di solito, solo i pazienti con indebolimento del sistema immunitario o con altri deficit polmonari sono sensibili.

#### Cryptococcus

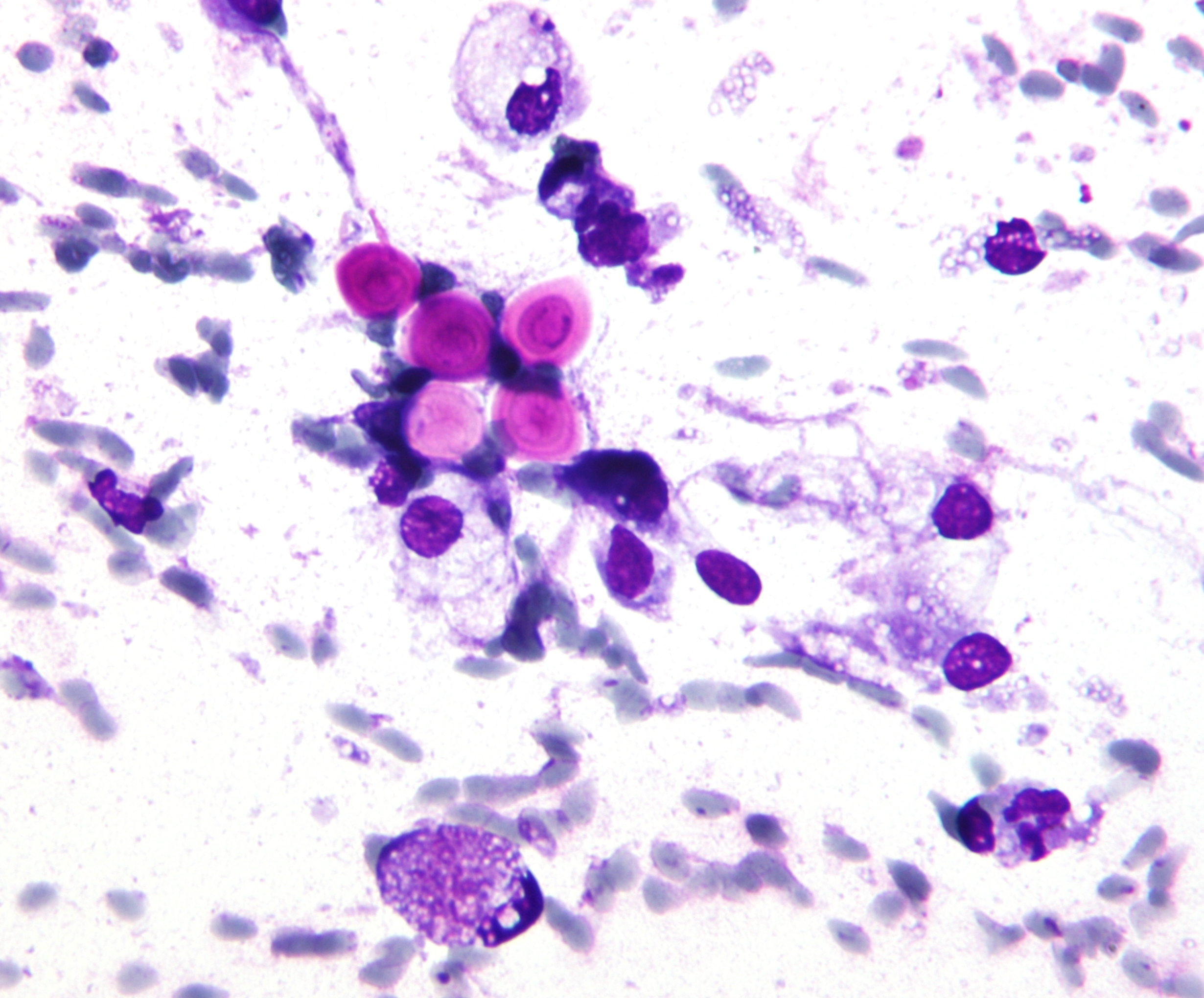
Cryptococcus. Campione FNA agoaspirato. Field stain (colorazione di Romanowsky).

Cryptococcus neoformans può causare una grave forma di meningite e meningo-encefalite in pazienti con HIV e AIDS. La maggior parte delle specie di Cryptococcus vivono nel terreno e non causano malattie negli esseri umani. Cryptococcus neoformans è un importante germe patogeno animale e umano. Cryptococcus laurentii e Cryptococcus albidus sono stati conosciuti per causare occasionalmente moderate-gravi malattie nei pazienti umani con sistema immunitario compromesso. Cryptococcus gattii è endemica in zone tropicali dei continenti Africa e Oceania e può causare malattie in soggetti non immunocompromessi.

#### Istoplasma

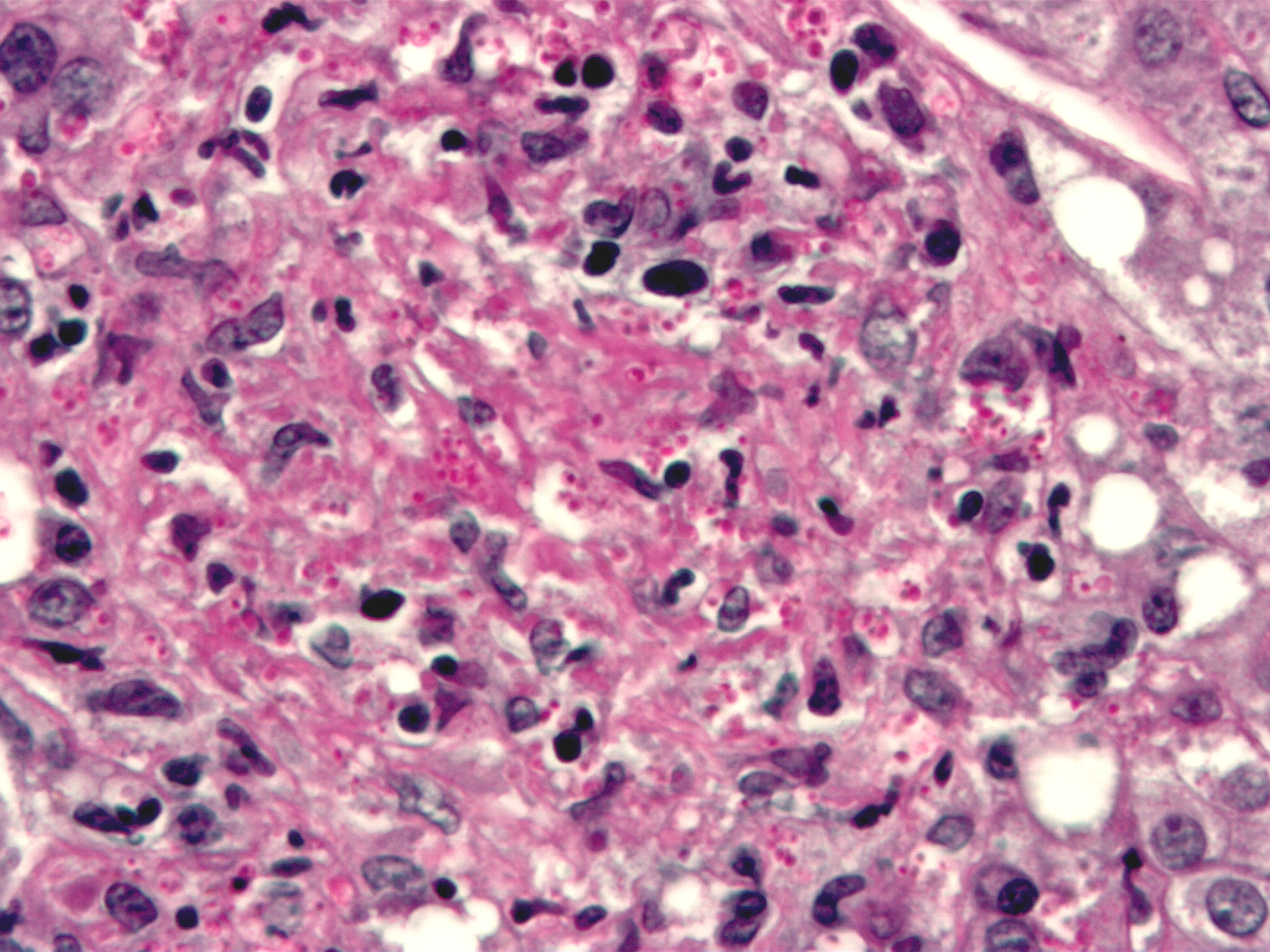
Istoplasmosi. colorazione PASD.

Histoplasma capsulatum può causare istoplasmosi in esseri umani, cani e gatti. Il fungo è una diffusa malattia in America, Asia meridionale e sud-est asiatico. È endemica in alcune zone degli Stati Uniti. L'infezione è in genere dovuta a inalazione di aria contaminata.

#### Pneumocystis
Pneumocystis jirovecii (o Pneumocystis carinii) può causare una forma di polmonite nelle persone con debolezza del sistema immunitario, come prematuri, anziani, e pazienti con AIDS.

#### Stachybotrys
Stachybotrys chartarum o "muffa nera" può provocare danni respiratori e forti mal di testa. Essa si verifica in case delle regioni che sono cronicamente umide.

## I funghi nell'uso umano e come risorsa alimentare
L'uso umano di funghi per la preparazione del cibo e la loro conservazione sono ampi e hanno una lunga storia. La coltivazione di funghi e la loro raccolta porta allo sviluppo di grandi industrie in molti paesi. Lo studio degli usi storici e l'impatto sociologico dei funghi è noto come etnomicologia.

A causa della capacità di questo gruppo di produrre una gamma enorme di molecole naturali come antimicrobici o di altro, molte specie sono da tempo state utilizzati o sono in fase di sviluppo industriale per la produzione, nel campo farmaceutico, di antibiotici, vitamine e antitumorali o per abbassare il colesterolo. Più di recente, sono stati sviluppati metodi per l'ingegnerizzazione genetica di funghi, con finalità di ingegneria metabolica delle specie fungine. Per esempio, la modificazione genetica di specie di lieviti, facili a crescere a ritmi rapidi in grandi impianti di fermentazione, ha aperto diverse vie nella produzione farmaceutica di princìpi potenzialmente più efficienti a livello di produzione che non quelli originati da parte degli organismi originali.
Usi diversi dei funghi come insetticidi ed altri di lotta biologica integrata, negli interventi ambientali allo scopo di degradare inquinanti chimici pericolosi, l'uso come organismi modello in biologia e l'utilizzo a scopo allucinogeno o comunque psicotropo di una vasta varietà di specie, sono solo alcuni tra le innumerevoli interazioni delle attività umane con il regno dei funghi.

### Vari usi alimentari
Il lievito di birra o Saccharomyces cerevisiae, un fungo unicellulare, è usato per fare il pane e altri prodotti a base di grano, come pizza o altre paste lievitate. Inoltre è la specie di lievito più utilizzata per produrre bevande alcoliche attraverso la fermentazione alcolica, ma sono impiegati anche altre specie di Saccharomyces e, raramente, non Saccharomyces. L'Aspergillus oryzae, noto come kōji-kin, è un ingrediente essenziale nella produzione di salsa shoyu (di soia), e la preparazione di miso, mentre specie di Rhizopus sono usate per fare il tempeh. Molti di questi funghi sono specie che sono state selezionate in base alla loro capacità di fermentare gli alimenti senza produrre micotossine dannose, ad esempio prodotte da aspergilli molto strettamente connessi a organismi utili. Il Quorn, un sostituto della carne, è ottenuto da Fusarium venenatum.

### Specie commestibili e velenose

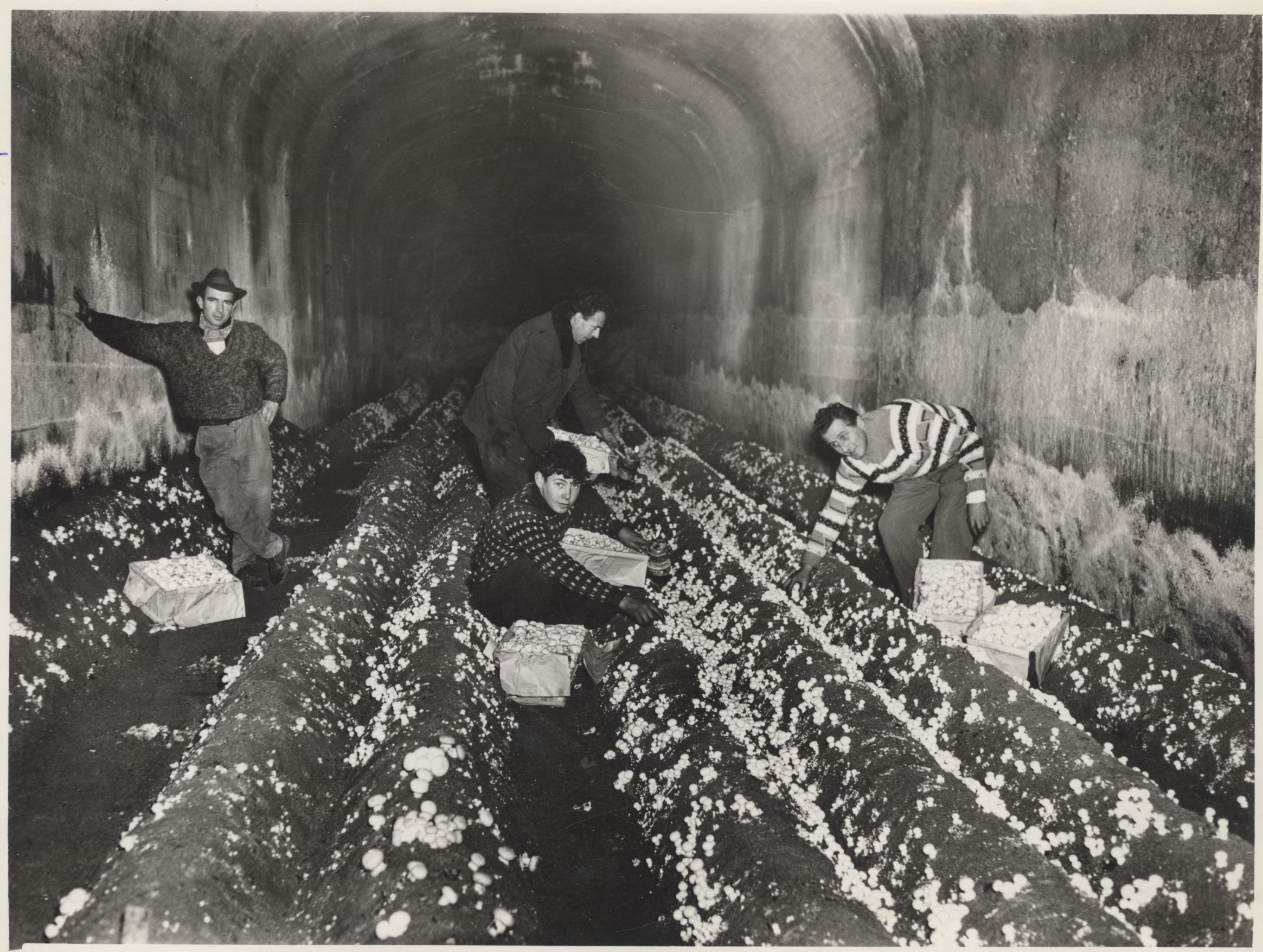
Coltivazione di funghi in una grotta usata come fungaia

I funghi commestibili, in senso comune sono in genere un'ampia gamma di specie di macromiceti. Molte sono commercialmente coltivate, ma altre devono essere raccolte in natura. Agaricus bisporus, venduto come fungo champignon (dal termine francese indicante genericamente i funghi macroscopici) è una specie comunemente mangiata, viene usato in insalate, minestre, e molti altri piatti. Molti funghi asiatici sono coltivati su scala commerciale e hanno via via aumentato la propria popolarità in Occidente. Spesso sono disponibili freschi in negozi e supermercati, tra cui funghi di muschio (Volvariella volvacea), funghi ostrica (Pleurotus ostreatus), la Lentinula edodes e le Flammulina spp..
Ci sono molte più specie di funghi che vengono raccolti dal loro ambiente naturale per il consumo personale o per la vendita commerciale (prataioli, spugnole, finferli, tartufi, trombette dei morti e funghi porcini) e per tale motivo la domanda impone un prezzo elevato sul mercato. Essi sono spesso utilizzati nei piatti d'alta cucina e di cucina tipica.
Alcuni tipi di formaggi richiedono l'inoculazione di cagliata di latte con le specie fungine che conferiscono un sapore unico e la consistenza particolare del formaggio. Alcuni esempi sono il blu di formaggi come Stilton e Roquefort, che sono fatti per inoculazione con Penicillium roqueforti. I ceppi utilizzati nella produzione di formaggio non sono tossici e sono quindi sicuri per il consumo umano, tuttavia, micotossine come aflatossine, roquefortine C, patulina, o altre possono accumularsi a causa della crescita di altri funghi durante la stagionatura e la conservazione.
Molte specie di funghi sono velenose per l'uomo, con differenti gradi di tossicità, da complicazioni gastrointestinali più o meno lievi fino ad effetti più gravi come allucinazioni, gravi danni agli organi (ad esempio fegato o reni) e la morte.
I generi che comprendono le più note specie tossiche mortali sono Conocybe, Galerina, Lepiota, Gyromitra e Cortinarius, ma le specie più pericolose appartengono al genere Amanita, che comprende anche specie commestibili. Le specie Amanita verna Amanita virosa e Amanita phalloides sono responsabili dei più frequenti avvelenamenti mortali da funghi.
La Gyromitra esculenta è da alcuni considerata una prelibatezza quando è bollita, ma può esser molto tossica se mangiata cruda o poco cotta. Il Tricholoma equestre è stato a lungo considerato commestibile, finché non è stato individuato come responsabile di rari episodi di avvelenamento: un consumo eccessivo di questo fungo ha causato in alcuni casi rabdomiolisi anche mortale.
L'Amanita muscaria è anche causa occasionale di avvelenamenti, anche a seguito di ingestione per l'uso come droga, per i suoi effetti allucinogeni dovuti a fenomeni tossici.
Storicamente, questa specie è stata utilizzata da diversi popoli in Europa e Asia e il suo utilizzo religioso o sciamanico. L'uso viene segnalato in alcuni gruppi etnici come il popolo Koryak del nord-est della Siberia.
Poiché è difficile individuare con precisione un fungo sicuro, senza un'adeguata formazione e conoscenza, è consigliato di ritenere che un fungo selvatico sia velenoso e quindi non consumarlo.
Esistono anche dei funghi allucinogeni che contengono psilocibina.
I funghi vanno comunque consumati, in genere e se non se ne è mai fatto un uso precedente, saltuariamente ed in modiche quantità in quanto spesso contengono carboidrati complessi e poco comuni negli altri alimenti, primo tra tutti, la chitina, che appesantiscono il lavoro dell'apparato digerente. La risposta dell'organismo a simili stimoli è spesso strettamente individuale, escludendo i casi di allergia ed intolleranza alimentare, la dotazione enzimatica dell'organismo umano atta a digerire queste molecole è estremamente variabile e personale.

## Leggenda e mitologia

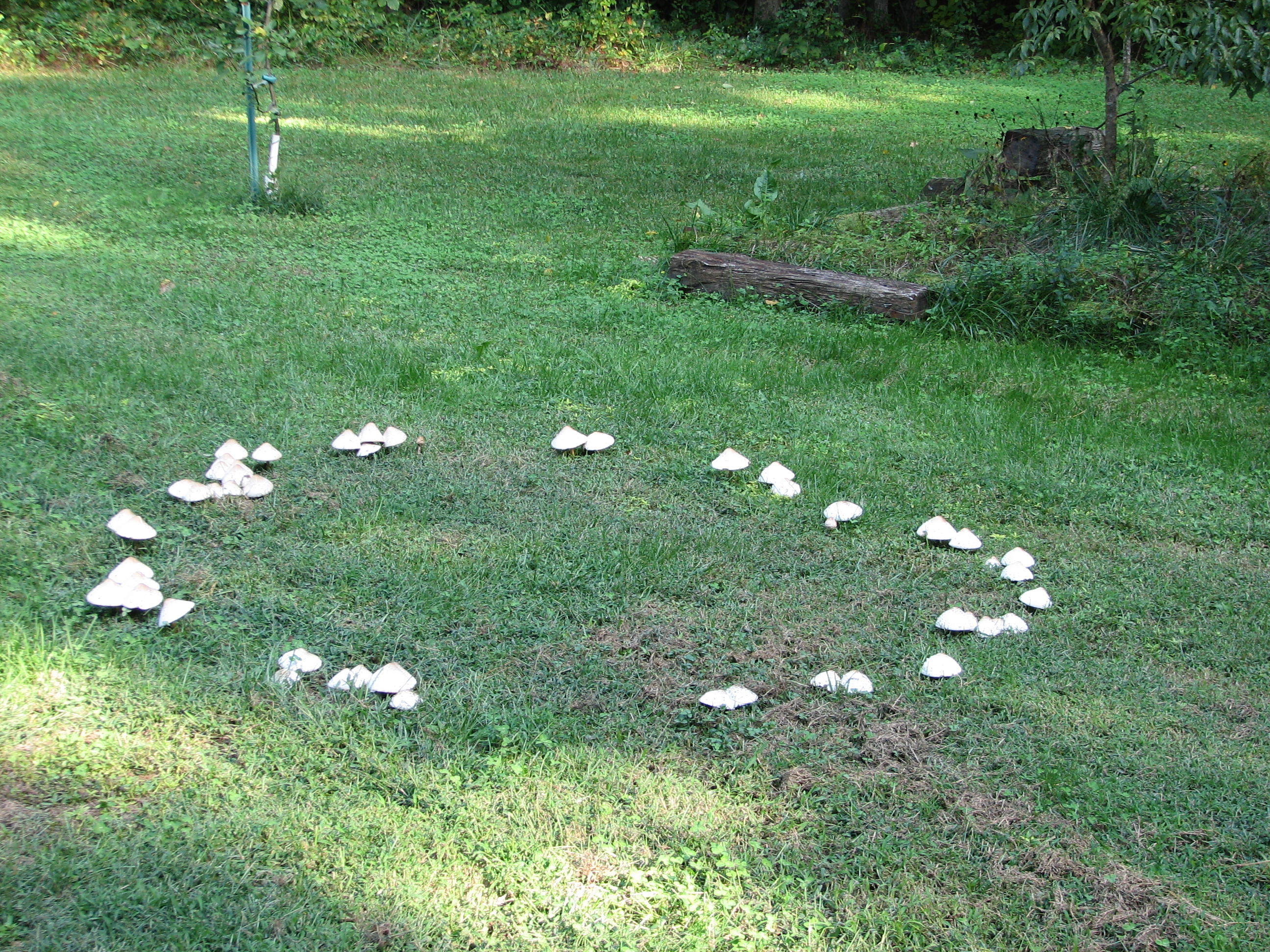
Il cosiddetto "cerchio delle streghe"

I funghi, proprio per il fatto che sembrano spuntare dal nulla su terreno o su tronchi di piante nonché per via della velenosità e la pericolosità di talune specie e per via degli effetti allucinogeni di altre, hanno sin dai tempi antichi suscitato la fantasia degli uomini, avvolgendosi in un alone di magia e mistero e divenendo protagonisti di credenze e leggende popolari.
Secondo alcune credenze, infatti, si afferma che i funghi che crescono in "cerchio" siano generati da danze notturne di streghe o di gnomi ("cerchio delle streghe").
Nella Cina antica, ad esempio, il fungo ku o chih era considerato simbolo di lunga vita, magico, divino e legato in qualche maniera all'immortalità.
Gli Aztechi e i Maya consideravano i funghi allucinogeni "carne divina", per le loro particolari proprietà.
Anche nell'antica Grecia, come in Cina, il fungo era considerato simbolo di vita e pertanto divino.

Narra infatti una leggenda che l'eroe Perseo, dopo un lungo viaggio, trovandosi stanco ed assetato, si poté rifocillare con dell'acqua raccolta all'interno del cappello di un fungo; per questo motivo decise di fondare in quel posto una nuova città che chiamò Micene (che deriverebbe così da μύκης mýkēs = fungo), dando vita alla civiltà micenea.
Invece nella Roma antica il fungo, pur apprezzatissimo per le sue qualità culinarie (ad esempio l'Amanita caesarea), diventò anche simbolo di morte: sono vari gli episodi tra leggenda e realtà legati alla concezione funesta dei funghi. Si narra ad esempio che l'imperatore Claudio era così ghiotto di funghi che morì proprio a causa di questi: la moglie Agrippina, conoscendo questa sua debolezza culinaria e desiderando mettere sul trono, al suo posto, il figlio di primo letto Nerone, lo avrebbe fatto avvelenare proprio con dei funghi velenosi.
La mitologia nordica, invece, narra che una volta Odino era inseguito dai diavoli e le gocce di bava rossa che cadevano dalla bocca di Sleipnir, il suo mitico cavallo ad otto zampe, si trasformarono magicamente in funghi rossi.
In Siberia, come racconta James Arthur, un etnobiologo di fama internazionale, «gli sciamani usavano e usano il fungo Amanita muscaria come un sacramento religioso. Essi – dice – entrano attraverso un'apertura del tetto e portano questi funghi (allucinogeni) in grandi sacchi». Sono vestiti di rosso e bianco, i colori dell'Amanita, che in Siberia cresce nei boschi di conifere.